# Margarito Teves
Margarito Bustalino Teves, detto Gary (Dipolog, 1º agosto 1943), è un politico filippino.
È stato membro della Camera dei rappresentanti delle Filippine, per il terzo distretto della provincia di Negros Oriental, tra il 1987 ed il 1998. Esperto economista, negli anni duemila è divenuto presidente della Land Bank of the Philippines prima di ricoprire la carica di segretario delle finanze durante il governo Arroyo.
Nel gennaio 2009 è stato nominato "miglior ministro delle finanze asiatico" dalla rivista britannica The Banker.

## Biografia
Margarito Teves nacque a Dipolog, cittadina della provincia di Zamboanga del Norte, figlio della casalinga Narcisa Enrera Bustalino e del politico Herminio.

## Carriera politica

### Congresso
Nel 1987 è stato eletto membro della Camera dei rappresentanti delle Filippine, per il terzo distretto della provincia di Negros Oriental. Ha ricoperto tale incarico per tre mandati consecutivi sino al 1998, quando è stato sostituito dal padre Herminio.

### Segretario delle finanze
Dopo essersi distinto per la buona gestione della Land Bank of the Philippines, il 22 luglio 2005 è stato nominato segretario delle finanze dalla presidente Gloria Macapagal-Arroyo.
Come segretario delle finanze Teves ha supervisionato i tentativi aggressivi dell'amministrazione Arroyo di ridurre il deficit pubblico.